# Šip
Koordinati:   44°25′10″N, 14°45′13″E
Šip je majhen nenaseljen otoček v Jadranskem morju. Pripada Hrvaški.
Šip, ki je zelo nizek podolgovat otoček, leži v severni Dalmaciji severozahodno od otoka Olib, od katerega je oddaljen okoli 0,2 km. Njegova površina meri 0,037 km². Dolžina obalnega pasu je 1,11 km.